# Anthony Alozie
Anthony Alozie, né le 18 août 1986 à Aba au Nigeria, est un athlète australien (depuis 2007), d'origine nigériane, spécialiste du sprint et du relais 4 × 100 m. Il habite à Melbourne. Il mesure 1,67 m pour 75 kg. Son club est l'Athletics Essendon.
Alors qu'il était joueur de football dans son Nigeria natal, un entraîneur a remarqué ses qualités de sprinteur.
Son meilleur temps sur 100 m est de 10 s 24 (+0,9) obtenu à Brisbane le 10 mars 2007, lors de ses premiers championnats australiens (blessé en finale). Il a fait partie du relais australien 4 × 100 m à Berlin, éliminé le 21 août 2009 en semi-finale, avec le temps de 38 s 93, meilleur temps de l'année pour l'Australie.
Demi-finaliste du 100 m (10 s 56) et du relais 4 × 100, lors des Championnats du monde juniors en 2004 où il représentait le Nigeria.
Il a réalisé 10 s 29 à Hobart en janvier 2009, meilleur temps d'un Australien cette saison, ainsi qu'un 10 s 16 (+2,7) à Canberra, sans qu'il puisse participer aux Championnats d'Australie en mars (blessé).
Avec 38 s 17, il détient le record d'Australie et d'Océanie du relais 4 × 100 m, réalisé le 10 août 2012 lors des demi-finales des Jeux olympiques de Londres.